# 米納斯尼約克山 (卡斯蒂利亞省)
15°30′3″S 72°28′46″W / 15.50083°S 72.47944°W
米納斯尼約克山（Minasniyuq），是秘魯的山峰，位於該國南部阿雷基帕大區的卡斯蒂利亞省，處於瓦加帕爾卡山以南、利亞利亞維山西南面和普馬蘭拉山東南面，屬於安第斯山脈的一部分，海拔高度4,800米。